# Drinklange
Drinklange (Luxemburgs: Drénkelt, Duits: Drinklingen) is een plaats in de gemeente Troisvierges en het kanton Clervaux in Luxemburg.
Drinklange telt 116 inwoners (2001).
In de plaats staat de Sint-Sebastiaankapel.

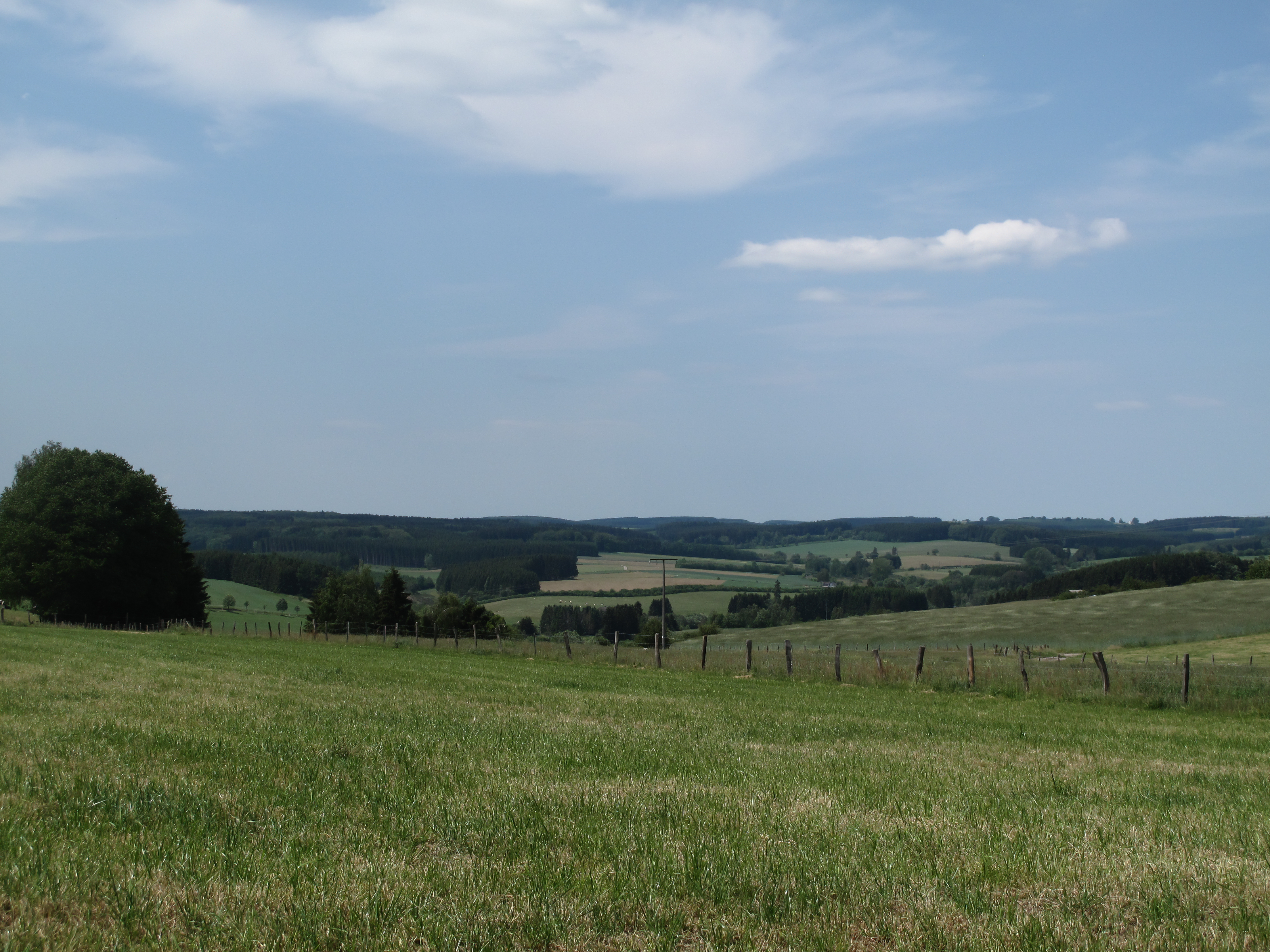
Panorama tussen Drinklange en Troisvierges

Basbellain · Biwisch · Drinklange · Goedange · Hautbellain · Huldange · Wilwerdange

Luxemburgse gemeenten · Kanton Clervaux · Luxemburg